# バイオハザード0
『バイオハザード0』（バイオハザードゼロ、biohazard 0、海外:Resident Evil 0）は、カプコンより2002年11月21日に発売されたニンテンドー ゲームキューブ用ホラーアクションアドベンチャーゲーム。アメリカでは同年11月13日、ヨーロッパでは2003年3月7日に発売。『バイオハザードシリーズ』の第5作である。開発はトーセとニューロン・エイジ。
2016年に発売されたHDリマスター版についても述べる。

## 概要

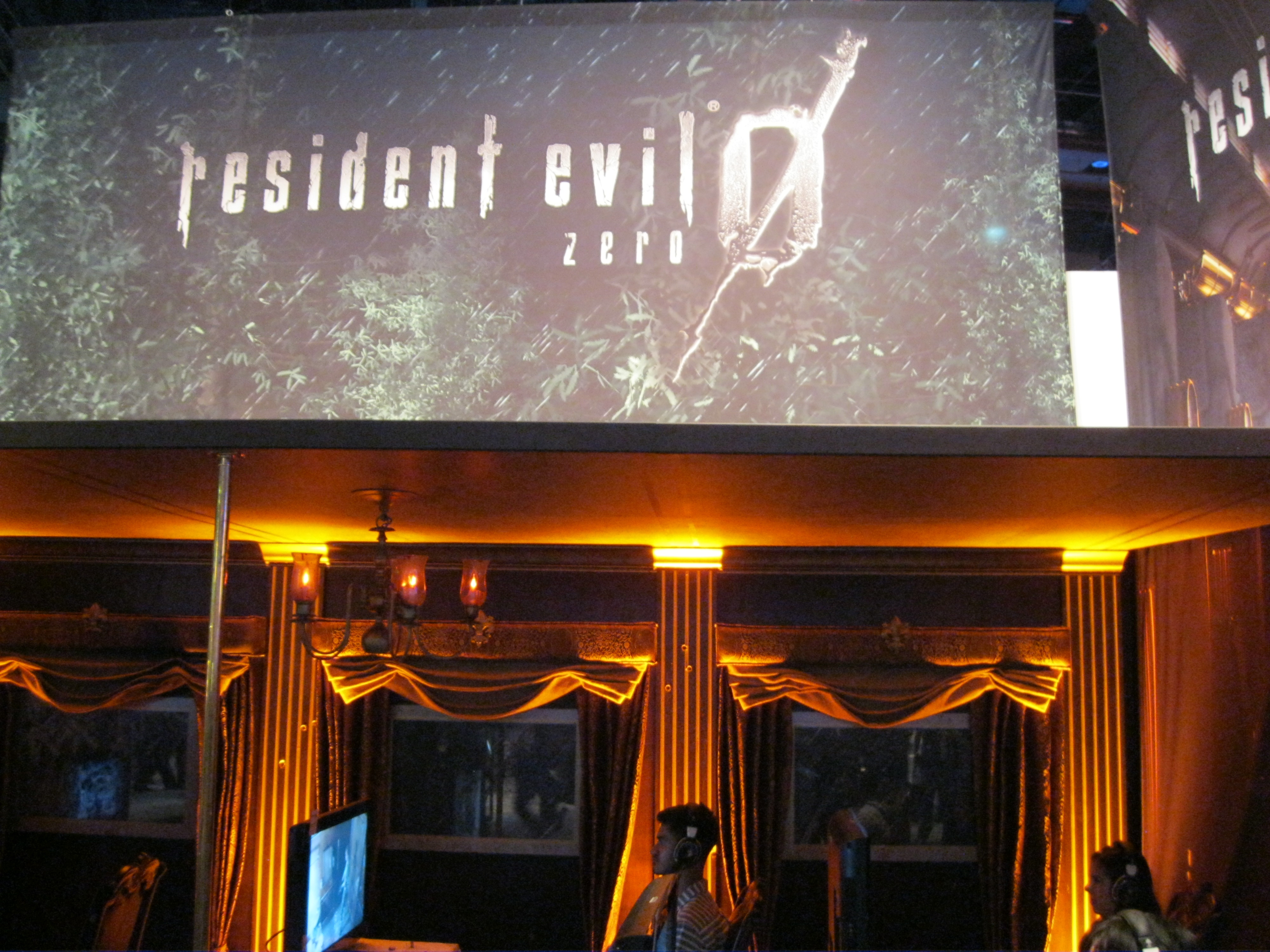
E3 2015にて。

本編シリーズとしては、2000年2月発売の前作『バイオハザード CODE:Veronica』より、約2年9ヶ月振りの発売となる。ナンバリングシリーズとしては、1999年発売の『バイオハザード3 LAST ESCAPE』以来、約3年振りとなる。
時系列としては、『バイオハザード』にて起きた洋館事件の前日に位置しており、その中で起きていた出来事を描くプレストーリー編。開発当初はNINTENDO 64で発売される予定だった。その頃の週刊誌の記載ではタイトルロゴやレベッカ・チェンバースのコスチュームに違いがある。
また、2001年9月にはディレクターの三上真司により「バイオハザードシリーズをゲームキューブに独占供給する」との発表がされていた。
2008年7月10日にWii版が発売された。対応するコントローラが増えた他は追加要素の無い純粋移植作品であるが、ディスク容量増加によってプレイ中のディスク入替の必要はなくなった。また、パッケージは、GC版がレベッカとビリーの背中合わせだったのに対し、Wii版は2人が向き合っている。

## ストーリー
1998年7月23日、午後7時半。アメリカ中西部ラクーン森林地帯の中を走るオリエント急行に類似した一本の列車“黄道特急”と、その列車を遠くの崖から見ている一人の青年があった。そして青年が両手を広げて朗々と唄いだすと、列車に次々と奇妙な形の生物がへばりついていく。それらは車両の隙間から内部へ侵入し、乗客達に襲いかかった。恐怖の絶叫が車内に響き渡る。乗客たちが息絶えてゆく間も唄い続けていた青年の足元には、列車を襲ったものと同じ怪生物が無数に集まっていた。
同日午後10時過ぎ――同じく森林地帯上空をラクーン市警のヘリが飛行していた。最近多発している猟奇殺人事件の調査のためである。人間が人間を喰い殺すという異常性にも拘わらず捜査は難航し、犠牲者が続出したことで市警は精鋭部隊S.T.A.R.S.の捜査投入を決定。2チームの内、ブラヴォーチームがヘリで捜査に訪れたのだが、エンジントラブルに見舞われ森の中へ不時着してしまう。ヘリから降りたブラヴォーチームはほどなく、横転した軍用囚人護送車とMP二人の死体を発見。護送されていた元海兵隊少尉ビリー・コーエンがMPを殺害して逃走したと判断し、隊員たちは散開して周辺捜索を開始する。新入隊員レベッカ・チェンバースは奇妙にも森の中で停車している“黄道特急”と記された列車を発見し、逃亡犯が隠れている可能性から車内に侵入する。
列車内には、ゾンビ化した乗員や乗客が無数に徘徊していた。レベッカは恐怖に耐えながら列車内を探索するが、その最中に逃走中のビリー・コーエンと遭遇する。レベッカはビリーを逮捕しようとしたが、ビリーは脱出のため協力しようと主張する。後に危ないところを助けられたレベッカは、しぶしぶビリーと協力することにした。
探索中に突如列車が発車したため、2人は列車を止めるために奔走する。途中巨大なサソリ・スティンガーに襲われるも、辛くも列車の停止装置を作動させ、側線の先のトンネルに入った列車は横転して停止した。列車から降りた2人がトンネルの先の施設に進むと、そこはアンブレラの幹部養成所であった。レベッカとビリーは協力して入り組んだ養成所内を探索するが、レベッカは危ないところを何度もビリーに助けられ、徐々に本当にビリーは凶悪犯なのか疑問を抱くようになる。

## システムの特徴・概要
パートナーザッピングシステム
プレイヤーはS.T.A.R.S.の新人隊員レベッカと囚人ビリー・コーエンを操作する。ボタン1つでプレイヤーキャラをチェンジすることができ、非操作キャラは常に追尾するかどうか、攻撃体勢か待機するか、をステータス画面で設定できる。2人が別々の場所にいても交代が可能だが、この場合、ステータス画面を開かないときは若干切り替えに時間がかかるのが難点。別のエリアでパートナーが敵の攻撃を受けている際は、無線機から救難信号がでる。無論、操作していないキャラが死亡してもゲームオーバーとなる。
同行状態の場合操作側が扉を開ければ、パートナーは攻撃を受けてひるんでいない限りどんなに離れていても次の部屋にワープする仕様になっている。
レベッカの能力の特徴
- HPが少なく、ビリーの2/3しかない（最大150）。
- マグナム、ショットガンなどの反動が大きな武器を撃った時、数歩後退する。
- ビリーのプレイでは見られない専用のデモがある。
- ハーブを調合できる。
- 貯蔵タンクから薬品を採取したり、それらを調合できる。
- 一般的な女性の体格なので、ビリーに持ち上げてもらえたり、重量制限のあるリフトに乗れたり、狭い場所に入れる。
- 火炎ビンを投げる動作が速い。
- 重い物を動かせない。
- ピアノを弾くのが下手
- 非操作時、攻撃指示をしていても銃を向けるのみでこちらの発砲に合わせて銃を撃つ（彼女単独で敵が至近距離にいる場合のみ自動攻撃する場合もある）。

ビリーの能力の特徴
- HPが多く、レベッカの1.6倍ほどある（最大250）。
- 武器を構えたり、弾を撃つ動作が速い。
- ハンドガンの攻撃がクリティカルヒットすることがある。
- ハーブを調合できない。そのため調合以外に使い道の無いレッドハーブを使用することができない。
- 重い物を動かせる。
- オイル補給後ライターで点火が可能（火炎ビンはこれと無関係に双方点火可能）。
- 火炎ビンの投げが大振りで隙が大きい。
- 走るスピードが若干速い。
- ピアノが弾ける。
- 非操作時、攻撃指示中は単独でも共同でも敵が近くにいると自動で銃を発砲する（待機指示をしていれば控える）。状況によっては弾薬が尽きてしまいやすい。

アイテム
従来の作品は所持数が多くなったら、アイテムボックスに保管することが出来たが、今作ではアイテムボックスは廃止されている。その代わり、アイテムを好きなところで置く事ができるようになった。各エリアに置いたアイテムの場所はマップで確認可能。フロアに置けるアイテムの数には制限がある。また、『CV』以来にアイテム欄を2ブロック使う要素が復活した。2人が同行している場合、サブ画面で互いのアイテムを自由に交換することが可能。
クリアランクについて
今作ではクリア時のランクは、プレイ時間のみで、他作品のような回復アイテム使用回数、セーブ回数などは一切影響がない（easyモードではクリアランクはないため、『リーチハンター』以外のおまけ要素がない）。しかし、擬態マーカスを含めたボス戦が多めなため、Sランクを取るのは難しい。
ゾンビの強化
今作のゾンビは他作品と比べると、噛みつきの攻撃力が高く（レベッカの場合では、3発も受けると死亡）、反応速度も他クリーチャーと比べると高いため、避けづらくなった。しかし耐久力は低く、パートナーザッピングもあるため、弱い敵であることに変わりはないが、基本的に倒して進まないといけないクリーチャーである。
戦闘の避けづらさ
共同捜索時、パートナーキャラがクリーチャーの攻撃を受けている状態で、扉に入ってしまうと共同捜索が解除されてしまい、パートナーはクリーチャーの攻撃を受けたままになってしまう。このため、敵を避けて進むことは困難になった。

## 登場人物
声はHDリマスター版で追加された日本語音声の声優。　名前のつづり・年齢・血液型・身長・体重は特筆ない限り『バイオハザード0　解体真書』の「CHARACTER of BIOHAZARD0」より。

### 主要人物
レベッカ・チェンバース（Rebecca Chambers）
声 - 小清水亜美
年齢：18歳（1998年当時） 血液型：AB型 身長：161cm 体重：42.1kg
本作の女性主人公。S.T.A.R.S.の新人隊員で、チーム内のポジションはRS（リア・セキュリティ）。
わずか18歳ながら飛び級を重ね大学を卒業した才女で、薬品に関する知識や技術を買われ衛生隊員としてS.T.A.R.S.にスカウトされた。
可愛らしい外見とは裏腹に度胸があり、マイペースな面も持ち合わせている。一応ピアノが弾けるが、あまり得意ではない。
今回の猟奇殺人事件の調査が初任務である。特技は薬品の調合で、常に携帯している調合器具を用い、初めて見る薬品からでも必要な薬品を調合することが可能。また銃器の扱いなどの戦闘技術にも不足はない。
『0 HDリマスター』の追加要素「ウェスカーモード」では、「5」のジルをモチーフにした新コスチューム「黒のマリオネット」を着用している。おまけ要素なので本編には関わらないが、モードクリアで本編や「リーチハンター」で着替えることが可能。
ビリー・コーエン（Billy Coen）
声 - 小西克幸
年齢：26歳（1998年当時） 血液型：A型 身長：181cm 体重：74.2kg
本作の男性主人公。元海兵隊少尉である死刑囚。
射撃技術は非常に正確で、作中ではレベッカを襲った怪物ヒルをレベッカには一切傷を付けずに撃ち剥がし、飛来してきた二匹のヒルも正確に撃ち抜いていた。ちなみに、外見に似合わずピアノが趣味で、レベッカよりも得意というギャップの持ち主。
ある軍事作戦中に23人もの民間人を虐殺した罪で死刑判決を受けた死刑囚。だが、本人の説明によると、民間人の虐殺を行った軍により罪を着せられただけの冤罪であるという。刑の執行のため基地に移送される途中、何者かに護送車が襲われ、その隙に逃走。身を隠すために逃げ込んだ黄道特急の車内でレベッカと遭遇し、彼女の危機を救ったことがきっかけで行動を共にするようになる。

### アンブレラ社
ジェームス・マーカス（James Marcus）
声 - 糸博
年齢：70歳 血液型：A型 身長：180cm 体重：68.5kg
アンブレラ創立のメンバーの1人であり、事件の舞台の一つである幹部養成所の初代所長。
同じく創設メンバーのオズウェル・E・スペンサー、エドワード・アシュフォードとは大学時代からの友人である。
社内では主に研究・開発部門の中心人物として活躍し、人材育成にも力を注ぎ、「規律」「忠誠」「服従」の3要素からなるアンブレラ社訓を実質的に定着させた人物でもある。
極めて有能な科学者であり、ヒルを使い始祖ウィルスからT-ウィルスを作り出した。
マッドサイエンティストであり、目的のためなら手段を選ばない冷酷な性格。彼の研究の実験台となって抹殺された人間は相当数に上るが、中にはスペンサーの送り込んだスパイもいた模様。その精神や開発力は直々に指導・教育をしていたウェスカーやバーキンを始め『ガンサバイバー』に登場したビンセント等のアンブレラ幹部に受け継がれている。
また、極度の人間不信でブランドン・ベイリーと実験用ヒルぐらいにしか心を開かず生涯独身であったが、実験用のヒルには異様なほどに愛情を注ぎ、それは我が子を愛する親のようであった。しかし、人間不信だが育成者としてウェスカーやバーキン、ブランドン・ベイリーといった優秀な研究者を輩出する非常に優れた手腕を持っていた。
後にスペンサーとの仲違いと対立、アンブレラ内の権力闘争に敗北し人間不信から人脈・人望が薄かった事もあって孤立させられ失脚、最終的にはスペンサーに寝返ったウェスカーとバーキンに暗殺されてしまう。
だが、列車でヒルの大群が合体し合って作り出された「擬態マーカス」として発見される。その後は謎の美青年（下記）となって自分を死に追いやったスペンサーとアンブレラへの復讐のために暗躍していたが、最終的には倒された。
皮肉にも愛情を注いでいたヒルにも結果的に見捨てられる形となり、彼の復讐劇は数年後に自分を裏切った教え子の片割れ（ウェスカー）の手によって成し遂げられる事となった。作中のマーカスの日誌によると、スペンサーへの報復を決意したのはT-ウィルスの完成と研究の目処が立った頃にスパイを送り込まれてからのため、スペンサーが強硬手段に出なければ報復する気はなかったと思われる。
なお、「5」にてマーカスが心を開いていたブランドン・ベイリーはアフリカ研究所で始祖ウィルスを抽出・量産していたが、機密保持という形で幽閉同然の生活を強いられる等、彼もまたマーカスと同じくアンブレラ内で冷遇されていた模様。
謎の美青年 （女王ヒルの擬態マーカス）
声 - 平川大輔
年齢：不明 血液型：不明 身長：不明 体重：不明
T-ウィルスによって巨大化した変異ヒルの群れを操る青年。
アンブレラに怨恨を抱いており、執拗にアンブレラの施設を襲う。
その正体は、死亡したジェームス・マーカスの記憶と思考を宿した実験体ヒル。ウェスカーとバーキンに暗殺されて打ち棄てられたマーカスの遺体に浸入したヒル達のリーダー（通称･女王ヒル）は彼のDNAを取り込み、実質的にマーカス本人の復活と同然の現象が起こった。なお、青年姿なのはマーカスの若い時の姿を模写したものであるため。
アルバート・ウェスカー（Albert Wesker）
声 - 中田譲治
年齢：38歳 血液型：O型 身長：183cm 体重：84.5kg
S.T.A.R.S.隊長でアルファチームのリーダーであり、アンブレラがラクーン市警を監視するために送り込んだスパイでもある男。
常に冷静な切れ者で、トレードマークのサングラスは暗いところでも白衣姿でも決して外さない。
アンブレラ研究員のウィリアム・バーキンとは旧知の仲。本作ではバーキンと共に事件の舞台の一つである幹部養成所を再利用するアンブレラの思惑に沿い、U.S.S.からなる調査チームの指揮を執るが、B.O.W.やバイオハザードによって発生したゾンビ等によって調査チームは壊滅する。だが、本人は特に気に留めず、アルファチームを罠にはめるべく指揮所を去っていった。
作中では列車内での指示書や養成所内で幹部候補生時代のウェスカーの様子が書かれたファイルを入手することができるが、前者は付着した犠牲者の血液や破れた影響でウェスカーの名前はほぼ判読できず、後者は写真がなくファーストネームのみの表記であった為、レベッカは『1』の終盤までウェスカーの正体に気付くことはなかった。
『0 HDリマスター』の追加要素「ウェスカーモード」では、ビリーの代わりにプレイヤーキャラとなる。ベースはビリーで装備も同一だが、レベッカ同様ハーブ調合が可能となり、独自のアクション「赤の斬撃」と「黒の疾走」が追加された。（後述参照）
ウィリアム・バーキン（William Birkin）
声 - 関俊彦
年齢：36歳 血液型：O型 身長：178cm 体重：66.7kg
アンブレラ研究員。この時点ではまだG-ウィルスを完成させていない。
ウェスカーから去り際に「アンブレラからオサラバ（離反）する」と裏切りについて打ち明けられた後、養成所に仕込まれていた自爆装置を起動させた。その際には特に問い詰める事はなく、アンブレラに対しても事を報告しなかったが、後に子飼いのR.P.D.警察署長ブライアン・アイアンズに対してウェスカーの行動を「バカな裏切り」と嘲っているのが『バイオハザード2』劇中で確認出来る。
また、ウェスカーの裏切りを止めなかったのが単なる友情によるものだけでなく、別の思惑があったのが『バイオハザード5』で判明することになる。

### S.T.A.R.S.ブラヴォーチーム
ヘリ不時着後すぐにレベッカと別行動になるため、作品内では彼らの詳しい足取りは不明。最終的に生存者は全員、「洋館」（1作目の舞台）へ向かう事となる。
エンリコ・マリーニ（Enrico Marini）
声 - 相沢まさき
年齢：41歳 血液型：O型 身長：190cm 体重：83kg
S.T.A.R.S.副隊長でブラヴォー・チームのリーダー。
温厚な性格で隊員から慕われている。レベッカとは別行動だが、度々無線機を介して会話する。独自にアンブレラの施設を捜査しており、工場でレベッカと再会、最後の会話を交わした。作中ではレベッカと幾度か無線でやり取りをするなど、彼女を除く隊員の中で最も登場回数が多い。
ケネス・J・サリバン（Kenneth J.Sullivan）
年齢：45歳 血液型：O型 身長：188cm 体重：96.8kg
S.T.A.R.S.最年長のベテラン隊員、偵察と敵地確保担当。レベッカとは別行動。OPにのみ登場する。
フォレスト・スパイヤー（Forest Speyer）
年齢：29歳 血液型：A型 身長：183cm 体重：71.1kg
整備担当。重火器の扱いに長ける。レベッカとは別行動。OPにのみ登場する。
リチャード・エイケン（Richard Aiken）
年齢：23歳 血液型：AB型 身長：172cm 体重：62.5kg
通信担当。陽気な性格で周囲への配慮に長けており、年が近いこともあってレベッカのサポートを任されている。レベッカとは別行動。OPにのみ登場する。
エドワード・デューイ（Edward Dewey）
声 - 乃村健次
年齢：26歳 血液型：A型 身長：193cm 体重：112.1kg
ヘリの操縦担当で、S.T.A.R.S.1の巨漢。狙撃も得意。
ビリー捜索中にケルベロスに襲われ、負傷しながらも黄道特急に飛び込んだ後レベッカに状況を話して死亡する。その後ゾンビと成り果てて、捜査内容によってはかつての同僚であるレベッカに襲いかかる。
ケビン・ドゥーリー
R.P.D.所属。ヘリを操縦するためにチームに派遣された。
不時着したときに他の隊員を見送り、ヘリの中に待機していた。その待機中に襲撃され、『1』（リメイク版）にてアルファチーム隊員のジョセフによって遺体が発見される。OPにのみ登場する。

## 登場クリーチャー

### 二次感染で誕生した生物（B.O.Wではない）
ゾンビ（Zombie）
アンブレラの開発した生物兵器「t-ウィルス」に感染した人間の成れの果て。
理性を完全に失っており、食欲に任せて行動する。今作に登場するゾンビは黄道特急の乗客や幹部養成所の職員、調査部隊の人間が変異ヒルのt-ウィルスに感染して生まれたもの。
洋館で遭遇するものとは違い活動不能になってもクリムゾン・ヘッド化することはない。
クロウ（Crow）
t-ウィルスによって凶暴化したカラス。
屍肉を食らったことによる二次感染であり、B.O.W.ではない。
その凶暴性は銃声にも怯まず集団で襲いかかってくる。
ジャイアントスパイダー（Giant spider）
t-ウィルスによって巨大化した野生の毒グモ。
クロウ同様に屍肉や感染した生物を捕食したことによる二次感染。
黒い体表を除けば後に洋館で確認されるクモ型B.O.W.のウェブスピナーと変わらない。
今作で唯一の毒攻撃をするクリーチャー。
センチュリオン（Centurion）
t-ウィルスによって10メートルに巨大化したムカデ。
名前はラテン語のcenturio（ケントゥリオ）を英語読みしたもので、意味は「百卒長」。
センチュリオンはクロウ同様B.O.W.ではなく、感染した生物を捕食した等で二次感染し誕生した。
生命力は高いが積極的に攻撃はせず、ほぼ一定のルートを巡回するのみ。
レベッカが捕らわれた状態で戦闘が始まり、一定時間以内に倒せなければ彼女は死亡してしまう。
インフェクティッドバット（Infected Bat）
t-ウィルスに感染したコウモリの群れの中で、最も適合性の高い個体がイレギュラーに発達したクリーチャー。
名前のInfectedは「感染した」という意味で、直訳すると感染した蝙蝠でそのままの名前である。
両翼を広げた全幅は760cmに達し、短時間なら人間を掴んで飛行可能なほど筋力も増大している。また体力が減ると超音波を発して仲間を呼び、集団で狩りを行う。
バット（Bat）
インフェクティッドバットと群れを成す、やや大きめだが常識的なサイズではあるコウモリ。
時折体当たりで襲ってくるが、耐久力が低くどの攻撃でも一撃で倒せる上、インフェクティッドバット撃破後は部屋から消えてしまう。
なお、研究所へ続く橋の上空にもこれらしいコウモリが飛行しているが、こらちは襲ってこないただの背景である。

### 生物兵器B.O.W.
ケルベロス（Cerberus）
地獄の番犬の名をコードネームに持つ、アンブレラが開発したB.O.W.(有機生命体兵器)。
ドーベルマン種の犬にt-ウイルスを投与して生み出したもので、高い戦闘能力に反し、制御面に問題を持つ。
また、今作では列車内に4体出現するが、檻に入っていた2体が最初からウイルスを投与されていたのか、後述の変異ヒルのウイルスに感染して生まれたものかどうかは不明。
スティンガー（Stinger）
サソリをベースにt-ウィルスを投与して開発された大型B.O.W.で、種の特徴である尾針から「刺す者」と名付けられた。
t-ウイルスの特徴である「節足動物にもたらす著しい巨大化作用」によって、横幅1メートル、胴長3メートル、高さ3メートルになるほど巨大化した。それに伴い、外殻が銃弾を弾き返すほどに硬質化し、前足の鋏は鉄をも切断するほどのパワーを持つ。しかし急激な発達によって外殻に隙間ができ、そこから露出した頭部が致命的な弱点。また尾針に毒も持たないなどの欠点から商品としての採用は見送られた。どの時点で走行中の列車に入り込んだかは不明。
なお、スティンガーの弱点のヒントが載っているファイル『乗客の日記』にある「試作B.O.W.type-y139」は、スティンガーではなく別の甲殻類を使ったB.O.W.（本編未登場）である。
プレイグクローラー（Plague Crawler）
マーカス博士がt-ウィルス計画の初期に、複数の昆虫の遺伝子を用いて生み出したB.O.W.。
名前は「疫病、大量発生(Plague)」と「這い寄る者(Crawler)」を意味し、クリーチャーを象徴する名前となっている。
t-ウイルスの特徴である節足動物への巨大化は前段階の始祖ウイルスでも強力に作用しており、全長2メートルの巨体に異常成長を遂げた。加えて二本の鋭利な鎌状の捕食肢と巨大な下顎を持ち、高い攻撃力を持つ。知能の発達が見込めず命令に沿った行動をとらせることができなかった失敗作だが、廃棄を免れた一部が幹部養成所に逃げ込み、建物内の動物の捕食や共食いを繰り返して繁殖を行った結果、施設全域に潜んでいる。
エリミネーター（Eliminator）
マーカス博士が大型の真猿類をベースにして開発したB.O.W.。
名前は「排除する者」の意味がある。
人間（ゾンビ）のようにウィルスに直接感染しておらず、一旦サルの細胞に始祖ウィルスを組み込み、その遺伝子をサルの受精卵に加えるという手法で生み出された。この処置のため代謝機能の促進が正常に作用しており、筋肉が外皮の一部を裂いてしまうほど急速に発達、膨張している。また、作中で発見するレポートによると低下した視力を補うために聴力が発達している。加えて元々知能の高い素体であり、ウィルスによる脳へのダメージが小さかったため極めて簡単な命令なら遂行可能。
t-ウイルス計画の初期ではそれなりの完成度となりコードネームを与えられたが、それでも兵器としては不十分な性能と判断され商品化には至らなかった。
ハンター（Hunter）
他作品にも改良型などが登場する、アンブレラが開発した生物兵器では最初の成功モデル。
人間をベースに他の生物を組み込んで開発された戦闘用B.O.W.で、高い格闘能力と簡単な命令なら遂行可能な知能を持ち、低コストでの量産も容易。
ラーカー（Lurker）
カエルに始祖ウィルスを投与して開発された初期型B.O.W.。
名前は｢潜伏者｣を意味する。
普段は地下水脈やダムに身を潜め、生物の足音を察知すると水中から飛び出し、襲い掛かってくる。
異常成長によって巨大化し、消失した眼球の代わりに聴覚が異様に発達した。獲物を捕らえる舌は人間を引きずり倒すほど強靭に変化し、近距離で捕まった場合は即座に飲み込まれ、強力な消化器官で絶命してしまう。
しかし、発達しなかった知能に加え、動く物体を見境なく捕食対象と見なす食欲を抑えきれなかった為に研究は中断。また、始祖ウイルスに感染した生物としては珍しく臆病な性質で、少し攻撃を受けただけで水中に逃げ込んでしまうなど兵器運用には遠く及ばない性能であった。
プロトタイラント（Proto Tyrant）
開発ナンバーは「T-001」。
後に訪れる洋館で遭遇する、"究極のB.O.W."「タイラント」のプロトタイプ。
開発当初は貴重なタイラント適合者だったが、投与されたウイルスの影響が強すぎたために肉体の壊死が激しく、命令を理解するだけの知能の発達も見込めなかったため廃棄処分とされた。
しかし身体能力のみならば完成の域に達しており、驚異的な生命力によって活動を再開。レベッカたちと二度に渡って戦うことになる。右手の爪は地面に触れるほど長大で、左手先もやや大型化しており、後の完成型が生命の危機に瀕した際に見せる、コントロールと引き換えに肉体をより攻撃的に変化させる暴走（スーパータイラント化）に近い危険な状態である。

### ヒル系統
ヒル（Leech）
元は実験用の吸血性のヒルだったものがマーカスによるウイルス実験の末にウイルスで巨大化・変異したもの。
全長20センチに大型化し、身体の上部に目を思わせるレンズ状の知覚器官と思しき組織があるのが特徴。下部の吸盤には鋭い牙が並ぶ口があり、これで獲物の血液を肉ごとかじり取り致命傷を与える。
その際に、このヒルが持つ高濃度のウィルスが傷口から体内に入り込んでしまうため、襲われた犠牲者は高確率でゾンビ化してしまう。
身体の上部のレンズ状の器官は、元来の一部のヒルには肉眼では確認出来ないが背面に“眼点”と呼ばれる知覚器官を有しており、恐らくこれが異常発達したものと思われる。
擬態マーカス / 人型ヒル（Mimicry Marcus / Leech Man Type）
無数のヒルが集まり、生みの親であるマーカス博士の姿に擬態したもの。
ヒル同士が特殊な液体を分泌し、お互いの皮膚に浸透させて接着剤のように用いることで強固に結びついている。擬態はほぼ静止状態でしか維持できないが、顔のしわや衣服の模様まで再現するなど非常に精巧。攻撃対象を発見すると同時に歪な人型へ変形し、腕の部分を伸ばして鞭のように振り回し、組みついた相手に高濃度のウィルスが含まれた液体を放出する。ヒルの群体であるため急所は存在しないが、硫酸や高熱でヒル同士の結合を失わせることが可能。ただし、高熱以外の攻撃で止めを刺した場合は上半身が吹き飛ぶのみで、残った下半身が自爆するように弾けてヒルたちを弾丸のように飛ばす攻撃を行う。さらに下半身を攻撃して止めを刺せば自爆を防ぐことができる。
女王ヒル（Queen Leech）
死亡したマーカスの肉体に女王ヒルが侵入し、想像を絶する進化を遂げたもの。
名前は「女王」だが、実際は雌雄同体のため女王というよりはどちらでもあり、どちらでも無いのである。
10年の歳月をかけて遺伝子情報を取りこみ、その末に青年時代のジェームス・マーカスの姿だけでなく、記憶や思考をもコピーしている。
知能は人間と同等のレベルに発達し、何らかの伝達手段によってヒルたちを統括している。
実は、女王ヒルの青年姿への擬態は大学生時代のマーカスを模したもので、『解体真書』によると「かつての若く美しい姿でいたい」というマーカスの願望によるものである。
女王がジェームスとして復活し動き出した時期に関しては『0』本編が開始する1998年7月23日よりも前、同年5月11日に起こった洋館ことアークレイ研究所におけるt-ウィルス流出事故が彼の仕業であった事から、少なくとも約二ヶ月前から活動していたようである。
また、『0』本編ではマーカスの精神が女王ヒルに主導権を奪われこの形態に変異したが、『アンブレラクロニクルズ』では戦闘前にマーカスが自らの意思で無数の変異ヒルを身体に取り込み変異するシーンが描かれている。
第一形態
マーカスの意思を乗っ取り、真の姿になった女王ヒル。
全身の形状は人型に近いが身長2メートル以上に巨大化した。皮膚はぬめりを帯びた暗緑色で、眼球のあった場所はナメクジのような触角が生えている。歩行動作も擬態マーカスとは違い人間に近く、腕部で殴りかかり、背中から変異ヒルを寄り合わせて作り上げた触手を突き出す。
耐久力が非常に高く、ロケランの直撃を数発耐えるレベルである。
第二形態
第一形態の時に受けたダメージを回復するべく、エネルギー源として周囲のヒルを取り込むと同時に肉体のリミッターを解除し急激な変貌を遂げた女王ヒル。
人型に留めていた第一形態からかけ離れ、より異形で巨大な姿となっている。背中の孔から毒液を撒き散らし、巨体に似合わぬ素早い動作で体当たりを行う。変異ヒル同士が強固に細胞を結合していることにより凄まじい耐久力を持つが、変異ヒル全般の特徴として擬態用の透明な外皮は紫外線への耐性が無く、日光を浴びると細胞を焼かれて結合が緩んでしまうという致命的な弱点を持つ。

## ゲームの舞台
列車
アークレイ山中に停車していた列車で、車体には「黄道特急」と書かれている。先頭部分がEMD Eシリーズに似た内燃式機関車に牽引され、オリエント急行のような客車には西洋風の豪華な装飾や調度品が施されている。一部の車輌は二階建て構造である。機関車の前後通路は車体の中でなはく吹きさらしの側面に設けられている。マーカスの操るヒルの群れに襲撃され乗員乗客は死亡、後にゾンビ化して徘徊する死の列車となっている。ビリーと接触後、突如発進した列車を停止させるのが目的。走行開始直後は、片方がある部屋に閉じ込められ、他方が部屋のドアを開くあるアイテムを探す事になる。
養成所
アンブレラ社の幹部養成所。大理石の寄木細工や象眼細工が施された床、壁、テーブル。完美な彫刻が施された室内に豪華な調度品や美しい美術品、高価な宝飾品、貴重な歴史的遺物などが展示されている。2階建ての入り組んだ洋館で、地下フロアもある。打ち捨てられて長い時間がたっているが、再利用のためアンブレラから送り込まれた第一次調査隊の人間によって復旧工事が行われており、電気は使えるほか、施設内の機械（ボイラーなど）は稼働しているものも多い。
様々な謎や仕掛けを解く必要がある上、擬態マーカスが多数出現するため、探索は容易にはいかない。最終的に「3つのレリーフ」を集める事が目的であり、それによるイベントが発生すると、GC版ではディスク交換となる。
本編クリア後にプレイできるミニゲーム「リーチハンター」は、この養成所が舞台となる。
研究所
幹部養成所の裏から行ける礼拝堂の地下に隠された研究所跡。フックショットによって片方が上の階へ移動し、二手に分かれて捜索する。奥にあるロープウェーを起動させるのが目的であるが、起動後にイベントが発生し、しばらくビリーが操作不能となる。
工場
研究所からロープウェーで到着した無人の工場。マップは広いが部屋数が少なく敵も僅かしか登場しない。
今作の各施設をつなぐ中継地点のようなところで前述のロープウェーで研究所プラットホーム、ターンテーブル近くの大型エレベーターで養成所のスタート地点と処理場入口に移動できる。
『2』の舞台の工場に酷似しているが、ターンテーブルとロープウェー以外の通路などの構造が違うこと、時系列的にこちらの方が前であるにもかかわらず『2』より破損度合がひどいこと、今作のエンディングで破壊されたらしい描写があることなどから、同型設備を有した別の施設のようである。
企画当初はこのエリアは存在せず、研究所のロープウェーに乗った後そのまま処理場に移動する予定で、公式ガイドブックの『バイオハザード0　解体真書』の設定資料集でも工場エリアだけ乗っておらず飛ばされている。
レベッカはここでエンリコ隊長と最後の会話をする事になる。
処理場
終盤のメインとなるエリア。地下洞窟を利用して作った産廃処理施設で、地下の川を利用した水力発電所や倉庫に偽装されたヘリポートなども存在する。
地下水路に流されたビリーを救出・合流後地上への脱出を試みるのが目的である。
なお、『バイオハザード0　解体真書』P.247には「（ファイル『処理場管理人の日記』で7月24日付のページに閉鎖が決まったことが書かれていることから）物語進行と同じ日付（『0』本編は7月23日夜～7月24日未明）であることから、この処理場閉鎖が決定したのは最近ではなく1年以上過去――おそらく養成所閉鎖時であると推測できる。」とある。

## おまけモード
リーチハンター
養成所とその地下を舞台（一部行けなくなっているところがある）に、レベッカとビリーがヒルのオブジェを回収するというゲーム。オブジェを集めた個数に応じておまけ要素が解放される。
- オブジェは緑と青の2色がある。緑はレベッカのみ、青はビリーのみが拾得でき、一度拾得したものはアイテム画面で交換したり地面に置くことができない。
- オブジェは緑と青それぞれ50個ずつあり、10個ごとにアイテム欄を1つ占領する。そのため、全部拾得しても各キャラで1つずつアイテム欄に空きが残る。
- 正面玄関から任意のタイミングで脱出できる。脱出すると、この時双方が持っているオブジェの合計数がクリアランクになる（経過時間・敵撃破数・被ダメージなどは無関係）。
- どちらか一人でも死亡すると、ゲームオーバーとなり強制終了。この場合、死亡したキャラが持っていたオブジェは無効となり、生き残ったほうのキャラが持っていたオブジェの数が、クリアランクになる。
- 敵の配置は固定（追加配置あり）だが、オブジェを含むアイテムの配置は5種類のパターンの中からランダムで決められる。
- クリアランクはA～Eの5種類で、Aから順に「武器弾数無限」「マグナムリボルバー（列車に配置）」「無限猟銃」「無限ハンドガン」「サブマシンガンの弾」。上位のランクを取るとそれより下位のランクの要素も全て解放されるが、GC版とWii版ではクリアランクの要素のみ解放される[27]。

## バイオハザード0 HDリマスター
『バイオハザード0 HDリマスター』（バイオハザードゼロ エイチディーリマスター）は、2016年1月21日にPlayStation 3、PlayStation 4、Xbox 360、Xbox One、Windows用に発売された。HD画質への対応のためにテクスチャを作り直し、画面比率を16:9に対応している。また、従来のラジコンのようなクラシカル操作と、アナログスティックを倒した方向に直感的に移動できるアレンジ操作を切り替え可能。音声は英語と日本語を選択可能。サウンド面でも5.1ch化し、高音質になっている。また、新たに「ウェスカーモード」、新コスチュームも追加される。
なお、海外版では日本語音声を選択できず、全てエキストラコスチュームが有料ダウンロードコンテンツとなっている。また、「リーチハンター」は高ランクが低ランクも兼ねるようになったのでAを1回取ればいきなり全部の要素の解禁ができるようになった。解禁要素の一つである「無限弾数モード」は、一度解禁するとそのセーブデータでは無限化前に戻せなかったが、無限化が適用されたセーブデータでの本編プレイ中にオプション内に追加される「Special」の項目にて、『バイオハザード5』と同じくオンとオフによる切り替えが可能になった。

### ウェスカーモード
難易度を問わずに本編（通常モード）をクリアすると解禁。このモードでは、ビリーの代わりにアルバート・ウェスカーを操作可能。ただし、ストーリー展開は本編と変わらず、移動やパートナーチェンジ時、戦闘中以外の音声はビリーのままである。また、このモードではレベッカのコスチュームが『黒のマリオネット』という固有のものになる。キャラクターの性能に変化はなく、モード中ではウェスカーと同じく他のコスチュームへの切り替えは不可能だが、モードクリアで本編と「リーチハンター」でこのコスチュームの切り替えが解禁される。また、モードクリア時のリザルトはランクの概念はなく、固有CGとクリア時間のみ表記される。ちなみに、このモードでないと獲得出来ないトロフィー（実績）もいくつか存在する。
なお、本編での各制限時間内クリアで得られるサブマシンガンとロケットランチャー、「リーチハンター」にて解禁した要素を記録したクリアデータから「ウェスカーモード」を始めた場合、これらの要素の使用や無限弾数の切り替えが可能。ただし、未解禁の状態で「ウェスカーモード」をクリアしても『黒のマリオネット』のコスチューム以外は条件を満たしても本編での要素は解禁されず（トロフィー（実績）は例外）、「ウェスカーモード」のクリアデータを読み込んでも通常モードと「リーチハンター」はプレイ出来ないので、要素を解禁した本編データを残すには個別にセーブする必要がある。
ウェスカーの能力の特徴
- 基本性能はビリーを踏襲。
- 各種ハーブの調合が可能。
- 固有アクションの「黒の疾走」と「赤の斬撃」が使える。

「黒の疾走」は『バイオハザード5』のマーセナリーズにおける「迅速移動」に該当するアクションで、対応するボタンを押すとウェスカーが身構え、ボタンを離すとキャラクターが向いている方向に高速でダッシュする。態勢を低くし完全に身構える前にボタンを離すとアクションのキャンセル、走行中は対応ボタンと方向キーでブレーキや方向転換も可能。『5』とは異なり走行中の攻撃判定は失われているが、使用時に体力消費がないので無制限に使用可能。
「赤の斬撃」は、武器の装備の有無を問わず構え中（武器の構えボタンを押している最中）に対応するボタンを押す事でウェスカーが力を溜めるような構えを取り、対応ボタンを離すと衝撃波を発し周囲の敵を攻撃する。威力は高く対応ボタンを押し続ける事で最大四段階までチャージし、チャージすればするほどに攻撃範囲がアップする。ゾンビに対しては、どの段階でもクリティカルヒットが発生する。また、衝撃波を発する前に武器の構えボタンを離すとアクションをキャンセル出来る。なお、最大チャージで敵を倒し続けるとチャージ時間が短くなるが、約5分以上倒さない状態が続くとリセットされてチャージ時間が初期状態に戻ってしまう。

### コスチューム
本作では、レベッカのコスチュームが最初から複数用意されており、ゲーム中に切り替えが可能。以下は国内版で最初から選択可能なものである。なお、デフォルトのコスチュームは「S.T.A.R.S 2002」と紹介されている。
S.T.A.R.S 1996
『バイオハザード』（PS版）でのコスチュームで、赤いバンダナを身に着けている。レベッカはこのバンダナをビリーから手渡され、これを締めてアークレイの洋館へ向かうというラストシーンが考えられていたが、リメイク版ではバンダナを締めていないため、急遽変更されたという。
S.T.A.R.S 1997
『バイオハザード ディレクターズカット』の「アレンジモード」でのみ登場するコスチューム。
スポーツウェア
『バイオハザード2』で、ウェスカーの机を50回調べると入手可能なフィルムを現像した写真に写っているレベッカ。完全リメイク版の『バイオハザード RE:2』でも登場する。
チアリーダー
ニンテンドーDS用ソフト『バイオハザード デッドリーサイレンス』で入手できる隠しコスチューム。胸に「CAPCOM」のロゴがプリントされている。
ナース
『バイオハザード ザ・マーセナリーズ 3D』で登場。
ウェスタン
『バイオハザード』（リメイク版）でクリスのコスチュームを変更するとこの姿になる。オリジナル版『0』でも隠しコスチュームとして登場。
S.T.A.R.S プロトタイプ
プロトタイプ版『0』で登場していたレベッカのコスチューム。ベレー帽や肩のプロテクターがゲーム中になくなり、『バイオハザード』で登場するコスチュームになる予定だったという。
レザー
「ウェスタン」と同じく、オリジナル版『0』でも登場した隠しコスチューム。
ビリーには、オリジナル版『0』で入手できる「ジャケット」の他に、2種類の隠しコスチュームが新たに用意され、最初から使用可能となっている。
コーディー
『ファイナルファイト』の主人公、コーディーが『ストリートファイターZERO3』で着用している囚人服。
ウルフフォース
1990年に稼働されたアーケード用ゲーム『戦場の狼II』で主人公たちが着用しているコスチューム。